# カウガールズ・プレイヤー
| 専門評論家によるレビュー         | 専門評論家によるレビュー |
| レビュー・スコア                 | レビュー・スコア         |
| 出典                             | 評価                     |
| -------------------------------- | ------------------------ |
| オールミュージック               | [ 1 ]                    |
| シカゴ・トリビューン             | [ 2 ]                    |
| エンターテイメント・ウィークリー | A+                       |
| ロサンゼルス・タイムズ           | [ 4 ]                    |
| オーランド・センチネル           | [ 5 ]                    |
| ローリング・ストーン             | [ 6 ]                    |

『カウガールズ・プレイヤー』(Cowgirl's Prayer) は、エミルー・ハリスによる1993年のスタジオ・アルバム。1992年のアコースティックなライブ・アルバム『アット・ザ・ライマン』のすぐ後に続くものであり、特にアルバムの最初のシングル「High Powered Love」のような何曲かのロッカーナンバーが含まれてはいるものの、『カウガールズ・プレイヤー』も同様に抑制の効いた楽曲の集成となっている。40歳以上と言った年配のアーティストがカントリーラジオのプレイリストから落とされた時期にリリースされたこのアルバムは肯定的なレビューにもかかわらずほとんどラジオにかからず、その相対的な商業的失敗は、1995年のロック調の『レッキング・ボール』以降のエッジの効いたサウンドへのハリスの方針変更の触媒となったとみなされており、『カウガールズ・プレイヤー』がハリスにとっての最後のメインストリームカントリーアルバムとなった。
ラジオにオンエアされないにもかかわらず、アルバムからの3枚のシングル「High Powered Love」、ケイジャンをテーマにした「Crescent City」、およびジェシ・ウィンチェスターの「Thanks to You」のプロモーション・ビデオは、カントリー・ミュージック・テレビジョンで数多く放映されることになった。

## トラックリスト
| #   | タイトル                                         | 作詞 | 作曲・編曲 | 時間 |
| --- | ------------------------------------------------ | ---- | ---------- | ---- |
| 1.  | 「A Ways to Go」(Lainie Marsh)                   |      |            | 3:38 |
| 2.  | 「The Light」(Kieran Kane, Emmylou Harris)       |      |            | 2:29 |
| 3.  | 「High Powered Love」(Tony Joe White)            |      |            | 3:08 |
| 4.  | 「You Don't Know Me」(Eddy Arnold, Cindy Walker) |      |            | 3:07 |
| 5.  | 「Prayer in Open D」(Emmylou Harris)             |      |            | 4:17 |
| 6.  | 「Crescent City」(Lucinda Williams)              |      |            | 3:31 |
| 7.  | 「Lovin' You Again」(Roger D. Ferris)            |      |            | 5:31 |
| 8.  | 「Jerusalem Tomorrow」(David Olney)              |      |            | 4:17 |
| 9.  | 「Thanks to You」(Jesse Winchester)              |      |            | 3:56 |
| 10. | 「I Hear a Call」(Tony Arata)                    |      |            | 2:50 |
| 11. | 「Ballad of a Runaway Horse」(Leonard Cohen)     |      |            | 5:35 |

## パーソネル
- リチャード・アスピンウォール–アシスタントエンジニア
- ラリー・アタマヌイク–打楽器、ドラム
- サム・バッコ–パーカッション
- グレース・バーン–チェロ
- リチャード・ベネット –アコースティック、トレモロ、エレキギター、パーカッション、タンバリン、プロデューサー、マンドチェロ、ハイストリングギター
- マイク・ブリニャデロ–ベース
- ロリ・ブルックス–ハーモニーボーカル
- サム・ブッシュ –フィドル
- キャシー・チアボラ–拍手、ハーモニーボーカル
- アシュリー・クリーブランド –拍手、ハーモニーボーカル
- スザンヌ・コックス–バックグラウンドボーカル
- エモリー・ゴーディ・ジュニア –弦楽編曲
- エミルー・ハリス –アコースティックギター、ハーモニーボーカル
- コニー・ハード–ヴァイオリン
- ジョン・ハイデン–デザイン
- デヴィッド・ホフナー –ハモンドオルガン
- ロイ・ハスキー・ジュニア –アコースティックベース
- キーラン・ケイン –ガット弦ギター
- メアリー・アン・ケネディ –ハーモニーボーカル
- ジャナ・キング –ハーモニーボーカル
- アリソン・クラウス –バックグラウンドボーカル
- クリス・ルージンガー –アコースティックおよびエレクトリックギター
- サム・レヴァイン–クラリネット、フルート
- ジョー・レーシュ–特殊効果
- ロビン・リンチ–アートディレクション
- エドガー・マイヤー –コントラバス
- マーク・ミラー–エンジニア、ミキシング
- アル・パーキンス –ペダルスチール、スチールギター
- ジョン・ランドール –ハーモニーボーカル
- アレン・レイノルズ–プロデューサー
- パム・ローズ –ハーモニーボーカル
- ミルトン・スレッジ –パーカッション、ドラム
- ジェイス・ペル–ピアノ、アコーディオン
- ティム・ホワイト-写真
- ハーシェル・ウィギントン–ハーモニーボーカル
- クリス・ウィルキンソン–ビオラ
- デニス・ウィルソン–ハーモニーボーカル
- ボビー・ウッド–オルガン、エレクトリック・ピアノ
- ボブ・レイ–ベース
- トリッシャ・イヤーウッド –拍手、ハーモニーボーカル

## チャートでのパフォーマンス
| チャート（1993）                         | ピーク ポジション |
| ---------------------------------------- | ----------------- |
| 米国のビルボードトップカントリーアルバム | 34                |
| 米国ビルボード 200                       | 152               |
| カナダのRPMカントリーアルバム            | 19                |